# Ursus arctos horribilis
L'orso grizzly, chiamato anche grizzly o orso grigio (Ursus arctos horribilis Ord, 1815) è una delle più note e diffuse sottospecie dell'orso bruno.

## Aspetto fisico
Tratti caratteristici di questa sottospecie sono la presenza di una gobba particolarmente pronunciata (una riserva di grasso ma prevalentemente dei poderosi muscoli atti a muovere zampe e artigli) all'altezza delle spalle e il particolare aspetto brizzolato del manto. Quest'ultima caratteristica (dovuta ai peli più scuri all'interno, tendenti al grigio o al paglierino all'estremità) risulta più o meno evidente a seconda della stagione, dei singoli individui o dei ceppi locali. Se molti esemplari presentano un manto marrone scuro del tutto simile a quello degli orsi europei, altri hanno invece tinte vicine al beige, al grigio o al bruno rossiccio. Come altri orsi bruni, presenta caratteri somatici molto spiccati, che permettono di distinguere facilmente un esemplare dall'altro in base alla corporatura, alla lunghezza del muso, delle orecchie e alla forma della testa, che, generalmente, appare più snella e meno irsuta di quella di un kodiak.

### Dimensioni

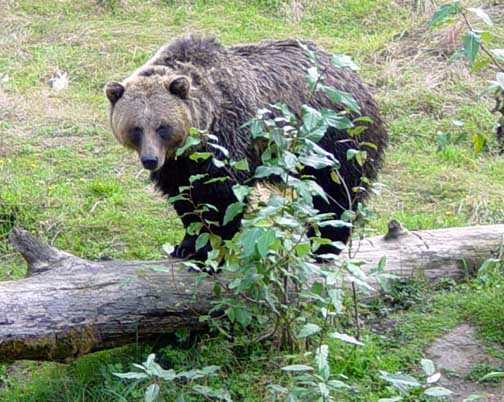
Un orso grizzly maschio.

Le femmine pesano mediamente tra i 130 e i 230 kg, mentre i maschi sono più grossi e raggiungono un peso che va dai 270 ai 360 kg, ma eccezionalmente possono arrivare a delle moli superiori. La lunghezza media totale di questi animali è di 198 cm, con un'altezza media al garrese (spalla) di 102 cm, sebbene un esemplare maschio possa raggiungere dimensioni superiori proprio come orso bruno siberiano.

## Habitat
Il grizzly è il più famoso orso nordamericano, e il secondo più diffuso sul continente, dopo l'orso nero baribal.
L'habitat tipico del grizzly sono le grandi foreste di conifere delle zone montuose, ma può spingersi anche fino alle grandi praterie boscose delle zone centrali degli Stati Uniti. La popolazione attuale è stimata intorno ai 60 000 orsi.
Un tempo, il grizzly occupava un territorio vastissimo, che andava dal Canada centrale fino al Messico settentrionale. Con la caccia spietata effettuata dall'uomo, però, la specie si è notevolmente ridotta di numero e oggi è diffusa principalmente nel Wyoming nordoccidentale, in particolare nel celeberrimo Parco di Yellowstone, del quale è un simbolo, e nella parte occidentale del Montana. Popolazioni poco numerose si trovano anche sulle Montagne Rocciose Canadesi, nella parte sudorientale del territorio dell'Alaska e nelle zone selvagge fra i Monti Brooks e i Monti Mackenzie.

## Distribuzione
In Nord America, gli orsi grizzly in passato variavano dall'Alaska fino al Messico e fino a est fino alle coste occidentali della Baia di Hudson; la specie si trova ora in Alaska, a sud attraverso gran parte del Canada occidentale, e in porzioni degli Stati Uniti nordoccidentali (inclusi Washington, Idaho, Montana e Wyoming) che si estende fino a sud come Yellowstone e Grand Teton National Parks. In Canada vi sono circa 25.000 grizzly che occupano la Columbia Britannica, l'Alberta, lo Yukon, i Territori del Nord-Ovest, il Nunavut e la parte settentrionale del Manitoba.
Un articolo pubblicato nel 1954 suggerisce che potrebbero essere presenti nelle aree della tundra della penisola di Ungava e nella punta settentrionale del Labrador-Quebec. Nella Columbia Britannica, gli orsi grizzly abitano circa il 90% del loro territorio originale. C'erano circa 25 000 grizzly nella Columbia Britannica quando arrivarono i coloni europei. Tuttavia, la dimensione della popolazione è da allora significativamente diminuita a causa della caccia e della perdita di habitat. Nel 2008 è stato stimato che ci fossero 16 000 grizzly. Un conteggio di grizzly rivisto nel 2012 per la Columbia Britannica è stato 15 075. Stime della popolazione per la Columbia Britannica si basano su capelli-snagging, inventari basati sul DNA, mark-and-recapture, e un raffinato modello di regressione multipla. Nel 2003 i ricercatori dell'Università di Alberta avvistarono un grizzly sull'isola di Melville, nell'Artico, l'avvistamento più settentrionale mai documentato.

### In Nord America
Ci sono circa 55 000 grizzly selvatici in tutto il Nord America, 30 000 dei quali si trovano in Alaska. Nei 48 Stati Uniti inferiori, circa mille si trovano nel Northern Continental Divide nel nord-ovest del Montana.Circa 1.000 vivono nel Greater Yellowstone Ecosystem nell'area tri-state del Wyoming, Idaho e Montana. Ci sono circa 70-100 grizzly che vivono nell'Idaho settentrionale e orientale. Il loro areale originale comprendeva gran parte delle Grandi Pianure e degli Stati del sud-ovest, ma è stato estirpato nella maggior parte di queste aree. Combinando il Canada e gli Stati Uniti, gli orsi grizzly abitano circa la metà dell'area del loro areale storico.
La popolazione dell'Alaska è la più alta popolazione di qualsiasi provincia/Stato in Nord America. Le popolazioni in Alaska sono più dense lungo la costa, dove le riserve di cibo come il salmone sono più abbondanti. Il Monumento Nazionale dell'Ammiragliato Island protegge la popolazione più densa: 1 600 orsi su un'isola di 1 600 miglia quadrate. La maggior parte della popolazione di grizzly del Canada vive nella Columbia Britannica.

## Biologia alimentare

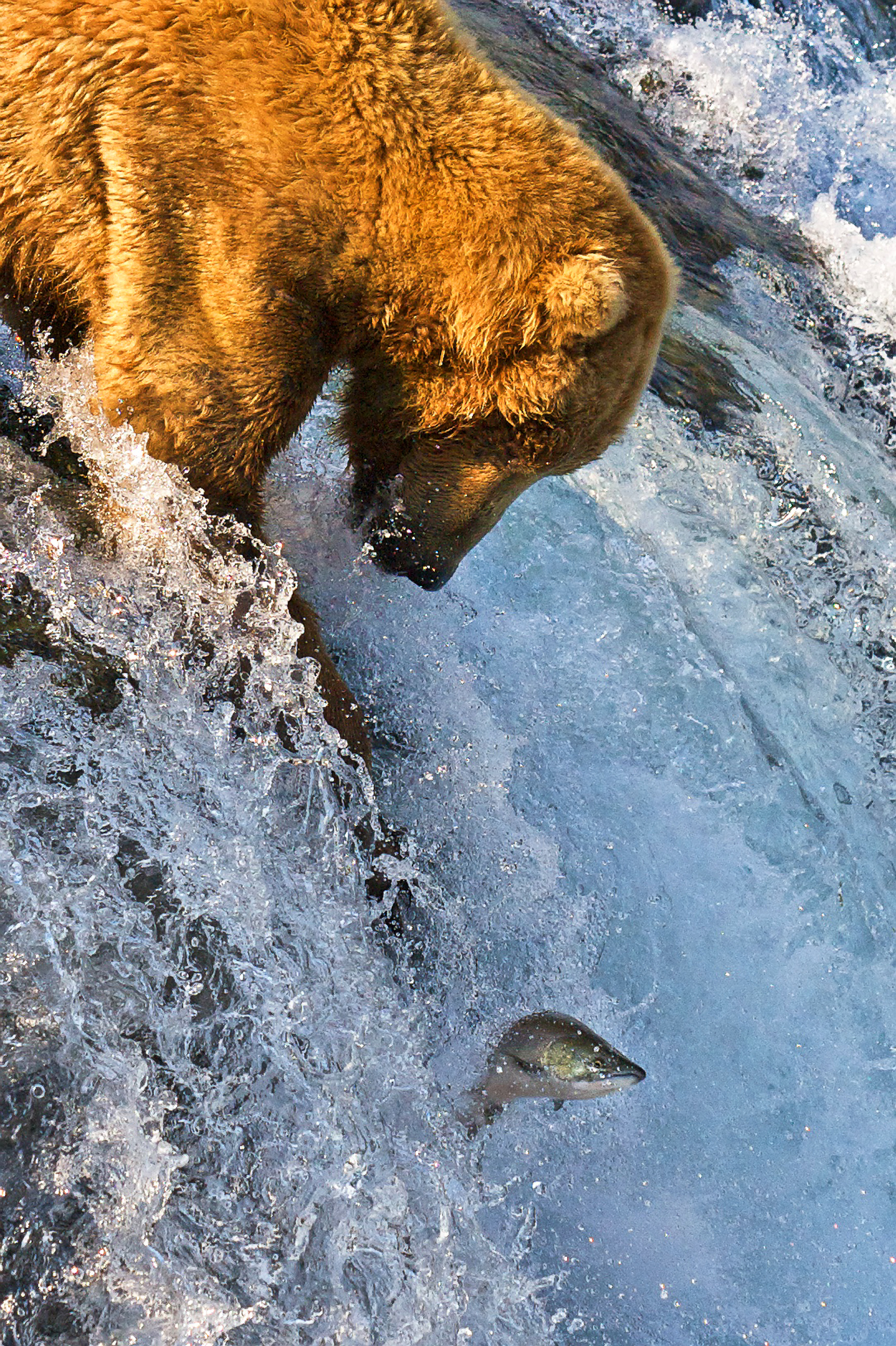
Orso grizzly pesca il salmone a Brooks Falls, Alaska

Onnivoro, presenta abitudini alimentari diverse a seconda dell'ambiente in cui vive. In generale, l'alimentazione del grizzly è in gran parte costituita da vegetali e piccoli roditori, ma si nutre spesso anche di carogne. Le popolazioni delle coste occidentali sono particolarmente abili nella cattura dei salmoni che risalgono i fiumi, mentre in altre zone, in particolare nelle grandi praterie continentali, gli esemplari adulti si cimentano, sebbene non di frequente, nella caccia a grandi mammiferi, come cervi wapiti, cervi dalla coda bianca, cervi muli, alci e,  addirittura, bisonti americani.
Gli orsi grizzly si nutrono di pesci come il salmone, la trota e la spigola, e quelli che hanno accesso a una dieta più ricca di proteine nelle aree costiere crescono potenzialmente di più rispetto agli individui dell'entroterra. Anche gli orsi grizzly si nutrono di cibo o carogne lasciate da altri animali. Gli orsi grizzly mangiano anche gli uccelli e le loro uova e si riuniscono in gran numero nei siti di pesca per nutrirsi di salmoni riproduttori. Spesso predano piccoli cervi lasciati nell'erba e, occasionalmente, razziano i nidi dei rapaci come le aquile calve.
I grizzly della costa canadese e dell'Alaska sono più grandi di quelli che risiedono nelle Montagne Rocciose. Ciò è dovuto, in parte, alla ricchezza della loro dieta. Nel parco nazionale di Yellowstone, negli Stati Uniti, la dieta dell'orso grizzly consiste principalmente dei pinoli di Whitebark, dei tuberi, delle erbe, dei roditori vari, delle falene della e delle carcasse. Nessuno di questi, tuttavia, abbinare il contenuto di grassi dei salmoni disponibili in Alaska e British Columbia. Con l'alto contenuto di grassi del salmone, non è raro incontrare grizzly in Alaska del peso di 540 kg (1.200 libbre). I grizzly in Alaska integrano la loro dieta di salmone e vongole con erba di carice e bacche. Nelle zone dove i salmoni sono costretti a saltare le cascate, i grizzly si riuniscono alla base delle cascate per nutrirsi e catturare i pesci. I salmoni sono svantaggiati quando saltano le cascate perché si raggruppano alle loro basi e sono quindi bersagli più facili per i grizzly. Gli orsi grizzly sono ben documentati catturando salmoni saltellanti nelle loro bocche a Brooks Falls nel Katmai National Park and Preserve in Alaska. Essi sono anche molto esperti nel rincorrere i pesci intorno e pinning loro con i loro artigli. In tali siti come Brooks Falls e McNeil Falls in Alaska, grandi maschi grizzlies combattono regolarmente per i migliori luoghi di pesca. Anche gli orsi grizzly lungo la costa vanno in cerca di vongole, e spesso scavano nella sabbia per cercarle.
Durante la primavera e l'autunno, direttamente prima e dopo le corse di salmone, bacche ed erba costituiscono il pilastro delle diete dei grizzly costieri.
I grizzly dell'entroterra possono anche mangiare pesce, in particolare nei grizzly di Yellowstone che mangiano la trota seppia di Yellowstone. Il rapporto fra trote e grizzly è particolare, in quanto, è l'unico esempio in cui i grizzly delle Montagne Rocciose si nutrono di salmonidi riproduttori.  Tuttavia, gli orsi grizzly stessi e le trote di lago invasive minacciano la sopravvivenza della popolazione di trote e vi è una leggera possibilità che la trota venga eliminata.
La carne, come già descritto, è una parte importante della dieta di un grizzly. Gli orsi grizzly occasionalmente predano piccoli mammiferi, come marmotte, scoiattoli terrestri, lemming e arvicole.  L'esempio più famoso di tale predazione è nel Denali National Park and Preserve, dove i grizzly inseguono, saltano su e dissotterrano scoiattoli terrestri artici per nutrirsi. In alcune zone, gli orsi grizzly predano le marmotte, rovesciando le rocce per raggiungerle, e in alcuni casi predandole quando sono in letargo.  Le prede più grandi includono bisonti e alci, che a volte vengono catturati dagli orsi nel parco nazionale di Yellowstone. Poiché il bisonte e l'alce sono prede pericolose, i grizzly di solito usano la copertura per perseguitarli e/o eliminare individui o cuccioli deboli.  I grizzly dell'Alaska predano regolarmente anche cuccioli d'alce, che nel Denali National Park possono essere la loro principale fonte di carne. Infatti, gli orsi grizzly sono tali importanti predatori di alci in Alaska e Yellowstone che possono uccidere ben il 51 per cento dei cuccioli di alci o alci nati quell'anno. Anche gli orsi grizzly sono stati incolpati del declino dell'alce nel Parco nazionale di Yellowstone quando si pensava che i veri predatori fossero lupi grigi.  Nel nord dell'Alaska, i grizzly sono un importante predatore di caribù, soprattutto di individui o cuccioli malati od esemplari anziani. Diversi studi dimostrano che gli orsi grizzly possono seguire le mandrie di caribù tutto l'anno.
Al fine di mantenere il loro approvvigionamento alimentare. Nel nord dell'Alaska, gli orsi grizzly incontrano spesso muskox. Nonostante il fatto che i muschi di solito non si trovino in habitat grizzly e che siano più grandi e più potenti dei caribù, è stata registrata la predazione su muskox da parte dei grizzly.
I grizzly lungo la costa dell'Alaska si nutrono anche di balene morte o arenate. Di solito tali incidenti coinvolgono solo uno o due grizzly a una carcassa, ma fino a dieci grandi maschi sono stati visti alla volta mangiare una megattera morta. Anche le foche morte e i leoni marini vengono consumati.
Anche se le diete degli orsi grizzly variano ampiamente in base ai cambiamenti stagionali e regionali, le piante ne costituiscono una grande parte, con alcune stime fino all'80-90%. Varie bacche costituiscono un'importante fonte di cibo quando sono disponibili . Questi possono includere mirtilli, more (Rubus fruticosus), bacche di salmone (Rubus spectabilis), mirtilli rossi (Vaccinium oxycoccos), bacche di bufalo (Shepherdia argentea), soapberries (Shepherdia canadensis) e huckleberries (Vaccinium parvifolium), a seconda dell'ambiente. Insetti come coccinelle, formiche e api vengono mangiati se sono disponibili in grandi quantità. Nel Parco Nazionale di Yellowstone, gli orsi grizzly possono ottenere la metà del loro fabbisogno calorico annuale nutrendosi di falene mugnaie che si riuniscono sui pendii delle montagne. Quando il cibo è abbondante, gli orsi grizzly si nutrono in gruppi. Ad esempio, molti grizzly visiteranno i prati subito dopo una valanga o uno scivolo sul ghiacciaio. Ciò è dovuto ad un afflusso di legumi, come Hedysarum, che i grizzly consumano in quantità massicce. Quando le fonti di cibo diventano più scarse, tuttavia, si separano ancora una volta.

## Classificazione
I grandi orsi grigi delle montagne rocciose venivano un tempo considerati una specie a sé stante denominata Ursus horribilis. Le più moderne ricerche etologiche hanno tuttavia spinto gli scienziati a considerare questi animali come una sottospecie di Ursus arctos, al pari dell'orso bruno europeo e del Kodiak dell'Alaska. L'esatta distinzione tra le varie sottospecie dell'orso bruno nel continente americano è comunque oggetto di discussione.
Gli americani tendono a utilizzare il nome generico "grizzly" per indicare tutti gli orsi bruni, distinguendoli dall'orso nero Baribal; allo stesso modo vengono indicati come orsi dell'Alaska tutti quelli che popolano quella zona.

### Significato di "grizzly"
Meriwether Lewis e William Clark lo descrissero inizialmente come grisley, che poteva essere interpretato sia come "grizzly" (cioè "grizzled", ovvero "brizzolato") sia come "grisly" ("che ispira paura", "spaventoso"). L'ortografia moderna suppone il primo significato; tuttavia, il naturalista George Ord lo classificò formalmente nel 1815 come U. horribilis per il suo carattere (latino horribilis = inglese grisly).

### Evoluzione e genetica
La classificazione è stata rivista secondo linee genetiche. Ci sono due forme morfologiche di Ursus arctos: il grizzly e l'orso bruno costiero, ma queste forme morfologiche non hanno linee mtDNA distinte.
Gli orsi bruni sono nativi dell'Eurasia e hanno viaggiato in Nord America circa 50.000 anni fa, diffondendosi negli Stati Uniti contigui circa 13.000 anni fa. Il genoma dell'orso grizzly è stato sequenziato nel 2018 ed è risultato essere 2.328,64Mb (mega-basepairs) di lunghezza, e contiene 30.387 geni.
Nel XIX secolo, il grizzly è stato classificato come specie distinta. Tuttavia, nel 1928 solo sette specie di grizzly rimasero, e nel 1953, solo una specie rimase a livello globale.  Tuttavia, i moderni test genetici rivelano che il grizzly è una sottospecie dell'orso bruno (Ursus arctos). Il biologo R.L. Rausch ha scoperto che il Nord America ha solo una specie di grizzly. Pertanto, ovunque è l'"orso bruno"; in Nord America, è il "grizzly", ma queste sono tutte le stesse specie di orso bruno.

## Il Grizzly e l'uomo

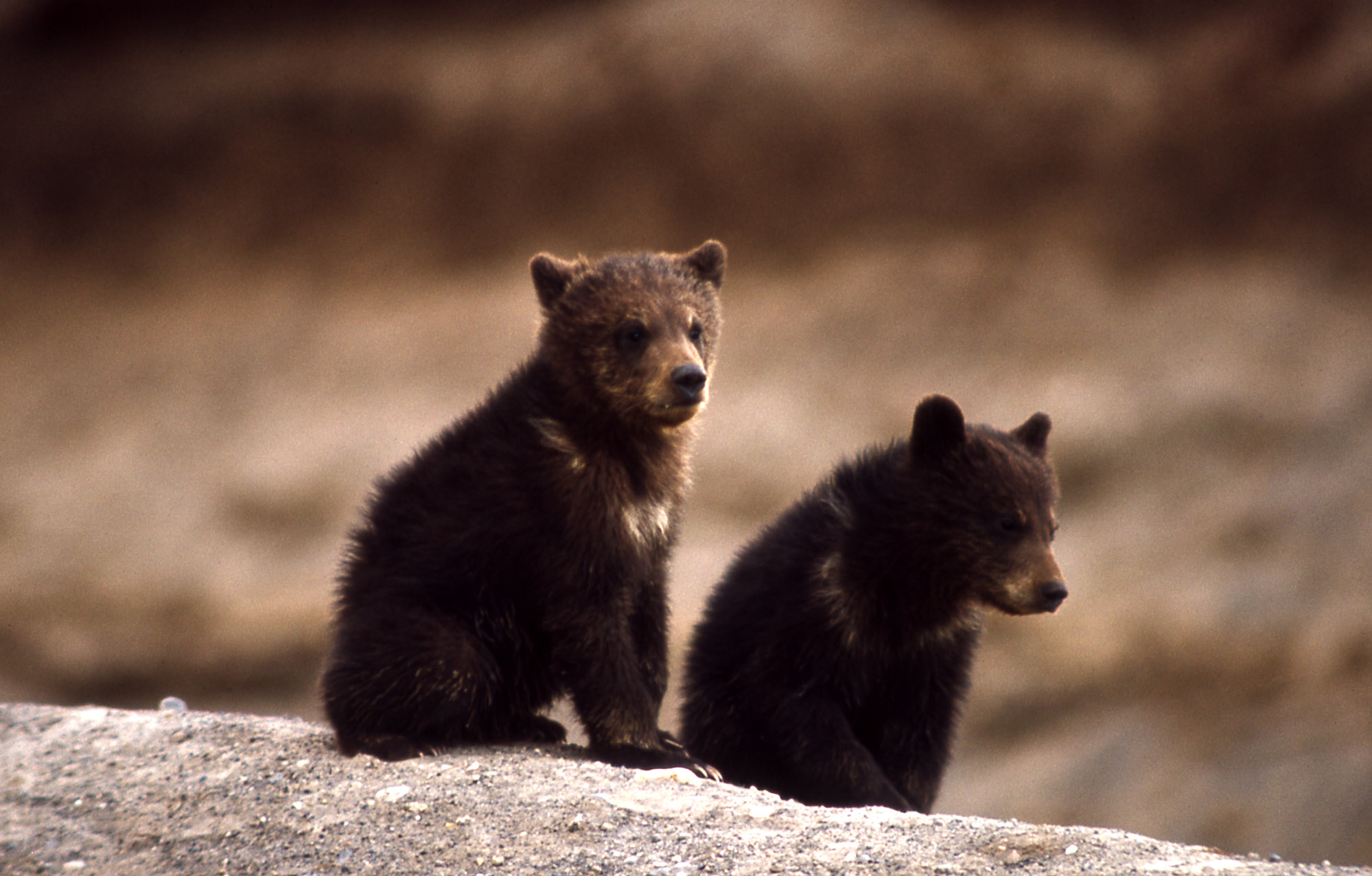
Cuccioli di orso Grizzly.

L'orso grizzly può risultare molto pericoloso per l'uomo e sono diversi i casi di aggressioni mortali avvenute negli Stati Uniti e Canada, anche a causa della cattiva abitudine di molti turisti dei grandi parchi naturali di dar da mangiare agli orsi, spingendoli ad avvicinarsi alle auto parcheggiate, ai campeggi o ai centri abitati.

### Attacchi all'uomo
I grizzly sono considerati più aggressivi rispetto agli orsi neri quando difendono sé stessi e la loro prole.  A differenza degli orsi neri più piccoli, i grizzly adulti non scalano bene gli alberi e rispondono al pericolo resistendo al suolo e respingendo gli aggressori. Le madri che difendono i cuccioli sono le più inclini ad attaccare e sono responsabili del 70% degli esseri umani uccisi dai grizzly.
Gli orsi grizzly normalmente evitano il contatto con le persone. Nonostante il loro evidente vantaggio fisico cacciano raramente attivamente gli esseri umani. La maggior parte degli attacchi degli orsi grizzly è il risultato di un orso che è stato sorpreso a distanza molto ravvicinata, soprattutto se ha una scorta di cibo da proteggere, o di grizzly femmine che proteggono la loro prole. L'accresciuta interazione uomo-orso ha creato "orsi problematici": orsi adattati alle attività umane o all'habitat. A peggiorare la situazione è il fatto che l'uso intensivo dell'habitat dei grizzly da parte dell'uomo coincide con il movimento stagionale degli orsi grizzly. I condizionamenti avversi che usano proiettili di gomma, sostanze chimiche dall'odore sgradevole o dispositivi acustici di dissuasione tentano di condizionare gli orsi ad associare gli esseri umani a cose spiacevoli, ma sono inefficaci quando gli orsi hanno già imparato ad unire positivamente gli esseri umani al cibo. Tali orsi sono traslocati o uccisi perché rappresentano una minaccia per gli esseri umani. Il governo della Columbia britannica uccide circa 50 orsi problematici ogni anno e spende complessivamente più di un milione di dollari all'anno per rispondere alle lamentele degli orsi, trasferirli o ucciderli.  Un orso che uccide un umano in un parco nazionale può essere ucciso per impedirne un nuovo attacco.
I programmi di sensibilizzazione degli orsi sono stati sviluppati dalle comunità nel territorio degli orsi grizzly per aiutare a prevenire i conflitti con gli orsi sia neri che grizzly. La premessa principale di questi programmi è quello di insegnare agli esseri umani a gestire gli alimenti che attirano gli orsi.
Conservare i rifiuti in modo sicuro, raccogliere la frutta quando è matura, proteggere il bestiame dietro le recinzioni elettriche e conservare il cibo per animali all'interno sono tutte misure promosse da programmi di sensibilizzazione dell'orso. Revelstoke, British Columbia, è una comunità che dimostra il successo di questo approccio. Nei dieci anni precedenti lo sviluppo di un programma di educazione comunitaria a Revelstoke, 16 grizzly furono abbattuti e altri 107 furono trasferiti lontano dalla città. Un programma educativo gestito da Revelstoke Bear Aware è stato messo in atto nel 1996. Da quando il programma è iniziato solo quattro grizzly sono stati eliminati e cinque sono stati trasferiti.
Per i campeggiatori di campagna, appendere il cibo tra gli alberi ad un'altezza irraggiungibile agli orsi è una procedura comune, anche se alcuni grizzly possono arrampicarsi e raggiungere il cibo appeso in altri modi. Un'alternativa al cibo appeso è usare un contenitore per orsi.
Viaggiare in gruppi di sei o più può ridurre significativamente la possibilità di lesioni legate all'orso durante le escursioni nel paese degli orsi.  Gli orsi grizzly sono particolarmente pericolosi a causa della forza del loro morso, che è stata misurata a oltre 8 megapascal (1160 psi). È stato stimato che un morso da un grizzly potrebbe anche schiacciare una palla da bowling.

## Conservazione

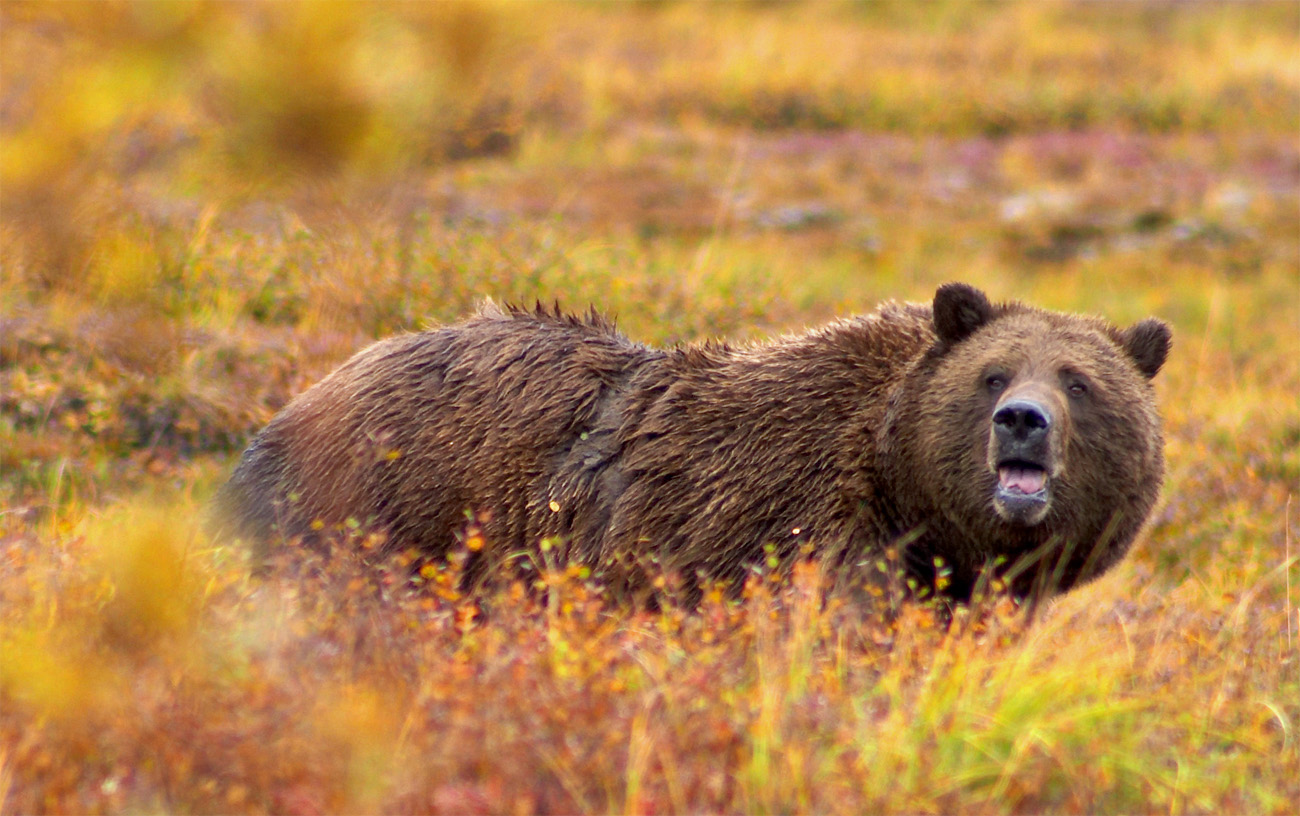
Un grizzly nel Parco nazionale del Denali

L'orso grizzly è elencato come minacciato negli Stati Uniti contigui e in pericolo in alcune parti del Canada. Nel maggio 2002, la Canadian Species at Risk Act ha elencato la popolazione delle praterie (Alberta, Saskatchewan e Manitoba range) di orsi grizzly come estinti in Canada.  A partire dal 2002, gli orsi grizzly sono stati elencati come preoccupazione speciale sotto il registro COSEWIC e considerati minacciati dagli U.S. Fish and Wildlife Service.
Negli Stati Uniti, la U.S. Fish and Wildlife Service concentra i suoi sforzi per ripristinare gli orsi grizzly in sei aree di recupero. Questi sono Northern Continental Divide (Montana), Yellowstone (Montana, Wyoming e Idaho), Cabinet-Yaak (Montana e Idaho), Selway-Bitterroot (Montana e Idaho), Selkirk (Idaho e Washington), e North Cascades (Washington). La popolazione di grizzly in queste aree è stimata a 750 nel Northern Continental Divide, 550 a Yellowstone, 40 nella porzione Yaak del Cabinet-Yaak, e 15 nella porzione Cabinet (nel Montana nord-occidentale), 105 nella regione Selkirk dell'Idaho, 10-20 nelle North Cascades, e nessuno attualmente in Selway-Bitterroots, anche se ci sono stati avvistamenti.. Queste sono stime perché gli orsi si muovono dentro e fuori di queste aree. Nelle aree di recupero che confinano con il Canada, gli orsi si muovono avanti e indietro attraverso il confine internazionale.
L'U.S. Fish and Wildlife Service sostiene che le aree di Cabinet-Yaak e Selkirk sono collegate attraverso la Columbia Britannica, un'affermazione che è contestata. I parchi nazionali degli Stati Uniti e del Canada, come il Banff National Park, Yellowstone e Grand Teton, e il Theodore Roosevelt National Park sono soggetti a leggi e regolamenti progettati per proteggere gli orsi.
Il 9 gennaio 2006, l'US Fish and Wildlife Service ha proposto di rimuovere i grizzly di Yellowstone dall'elenco delle specie minacciate e protette. Nel marzo 2007, l'U.S. Fish and Wildlife Service "ha cancellato" la popolazione, rimuovendo efficacemente le protezioni dell'Endangered Species Act per i grizzly nell'area del Parco Nazionale di Yellowstone. Diverse organizzazioni ambientaliste, tra cui l'NRDC, intentarono una causa contro il governo federale per rivivere l'orso grizzly. Il 22 settembre 2009, il giudice distrettuale statunitense Donald W. Molloy ha ripristinato la protezione a causa del declino del pino bianco, le cui noci sono un'importante fonte di cibo per gli orsi.. All'inizio di marzo 2016, la U.S. Fish and Wildlife Service ha proposto di ritirare le protezioni della Endangered Species Act dagli orsi grizzly all'interno e nei dintorni del Parco Nazionale di Yellowstone. La popolazione è passata da 136 orsi nel 1975 a circa 700 nel 2017, ed è stata "cancellata" nel giugno 2017. È stato sostenuto che la popolazione si era sufficientemente ripresa dalla minaccia di estinzione, tuttavia numerose organizzazioni di conservazione e tribali sostenevano che la popolazione di grizzly rimanesse geneticamente vulnerabile. Hanno citato con successo l'amministrazione (Crow Tribe et al v. Zinke) e il 30 luglio 2019, il grizzly di Yellowstone è stato ufficialmente restituito alla protezione federale.
Più a nord, in Alberta, Canada, intensi studi di DNA capelli-snagging nel 2000 ha mostrato la popolazione grizzly di aumentare più velocemente di quello che si credeva in precedenza, e Alberta Sustainable Resource Development calcolato una popolazione di 841 orsi. Nel 2002, il Comitato per la conservazione delle specie minacciate ha raccomandato che la popolazione di orsi grizzly dell'Alberta sia designata come minacciata a causa delle recenti stime dei tassi di mortalità degli orsi grizzly che indicavano che la popolazione era in declino.
Un piano di recupero pubblicato dal governo provinciale nel marzo 2008 ha indicato che la popolazione di grizzly è inferiore a quanto precedentemente creduto. Nel 2010, il governo provinciale ha ufficialmente elencato la sua popolazione di circa 700 grizzly come "minacciati".
Environment Canada considera l'orso grizzly una specie "speciale", in quanto è particolarmente sensibile alle attività umane e alle minacce naturali. In Alberta e Columbia Britannica, la specie è considerata a rischio. Nel 2008, è stato stimato che ci fossero 16.014 orsi grizzly nella popolazione della Columbia Britannica, che era inferiore a quanto precedentemente stimato a causa di miglioramenti nel modello di popolazione.

## L'orso nel cinema
- Grizzly, l'orso che uccide, regia di William Girdler (1976)
- Grizzly Adams, serie TV (1977)
- Red e Toby - Nemiciamici, regia di Art Stevens, Ted Berman e Richard Rich (1980)
- L'orso, regia di Jean-Jacques Annaud (1988)
- Balto, regia di Simon Wells (1995)
- Spirit - Cavallo selvaggio, regia di Kelly Asbury e Lorna Cook (2002)
- Koda, fratello orso, regia di Aaron Blaise e Robert Walker (2003)
- Grizzly Man, regia di Werner Herzog (2005)
- Boog & Elliot a caccia di amici, regia di Roger Alles e Jill Culton (2006)
- L'Orso Yoghi, regia di Eric Breving (2011)
- Madagascar 3 - Ricercati in Europa, regia di Conrad Vernon, Tom McGrath e Eric Darnell (2012)
- Revenant - Redivivo, regia di Alejandro González Iñárritu (2015)
- Il labirinto del Grizzly (Into the Grizzly Maze), regia di David Hackl (2015)
- Siamo solo orsi - Il film (We Bare Bears - Il film), regia di Daniel Chong (2020)